# Seewiese (Altaussee)

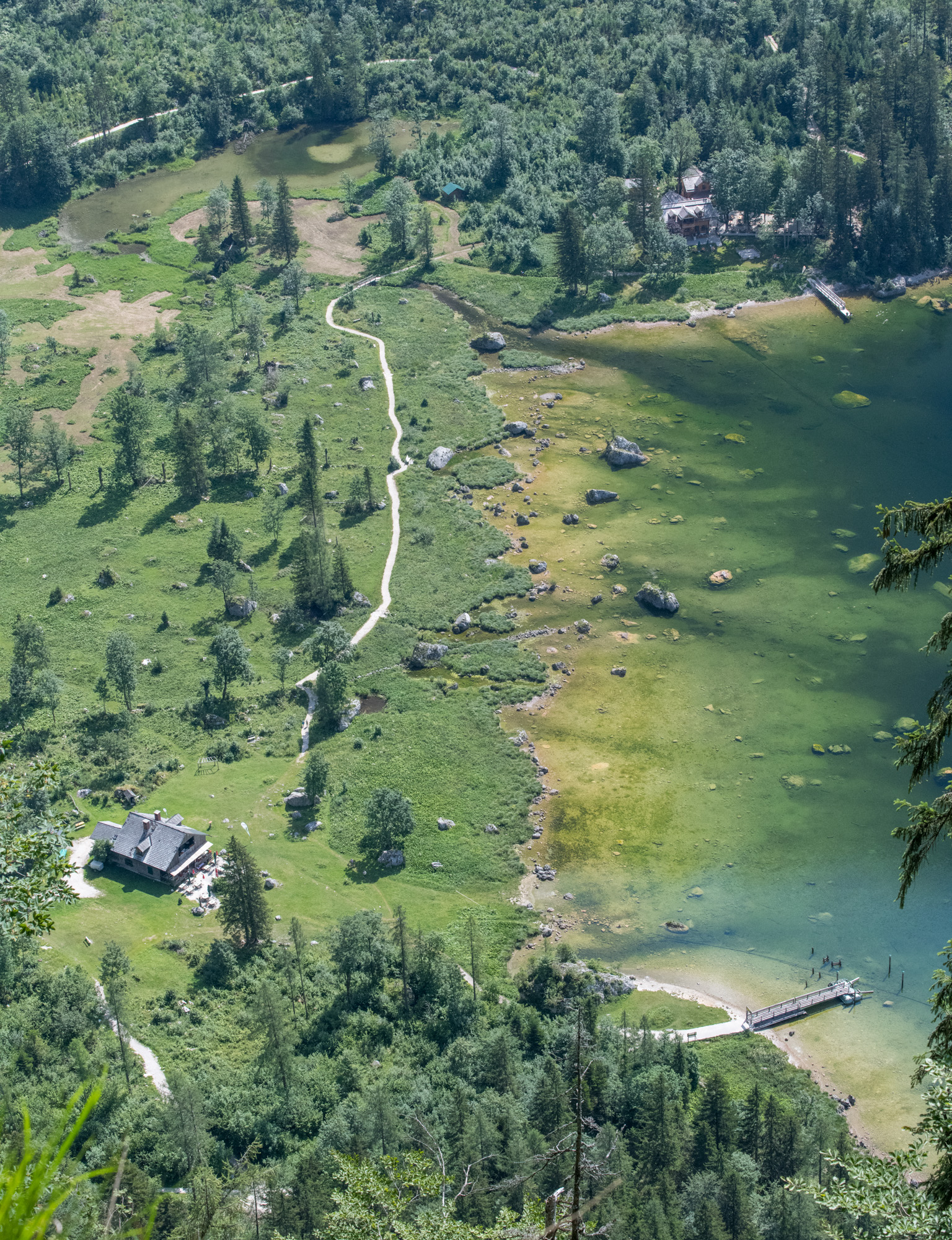
Die Seewiese (2018) mit Jagdhaus (u. li.), Schiffsanlegestelle (u. re.), Ostersee (o. li.) und Jausenstation Seewiese (o. re.)-

Die Seewiese ist ein baumarmer Wiesenbereich am Nordostufer des Altausseer Sees im steirischen Salzkammergut in Österreich. Sie steht zusammen mit dem See unter Naturschutz.

## Natur
Die Seewiese ist eine annähernd dreieckige Fläche von etwa acht Hektar. An ihrer westlichen Spitze liegt der circa einen halben Hektar große Ostersee. Er entwässert über einen kleinen Bach in den Altausseer See. Ein weiterer kleiner Wasserlauf führt mittig über die Seewiese. Das Ufer der Seewiese ist flach.
Die Seewiese entstand durch Mähen und Beweiden. Es wachsen außer Gräsern Hochstauden wie Echtes Mädesüß, Kletten-Ringdistel und Blauer Eisenhut. Am Ufersaum kommt der in Österreich sehr seltene Ufer-Hahnenfuß vor. Im leicht erhöhten östlichen Teil der Wiese blühen im Mai Stern-Narzissen.

## Erreichbarkeit
Die Seewiese wird von Altaussee aus auf dem den See umrundenden Panoramaweg über beide Uferseiten in reichlich 30 Minuten erreicht. Seit 2011 verkehrt auch das solargetriebene Elektroboot Altaussee mehrfach am Tag zwischen Altaussee und der Anlegestelle am westlichen Rand der Seewiese. Auch die Anfahrt mit einer Plätte ist möglich.

## Bebauung
1853 errichteten die Grafen Hohenlohe-Schillingsfürst auf der Seewiese eine Jagdhütte, die unter Denkmalschutz steht. Das Gebäude wird heute als Jagdhaus Seewiese in den Sommermonaten gastronomisch genutzt. Im Obergeschoß befindet sich ein kleines Museum zu Geologie, Flora und Fauna der Seewiese. An die Grafen erinnert ein nahegelegener unter Denkmalschutz stehender Bildstock mit der Inschrift „Christliches Andenken an unsere unvergeßliche Mutter Marie Fürstin von Hohenlohe-Schillingsfürst“.
Am Westrand der Seewiese, etwa 350 Meter vom Jagdhaus entfernt befand sich in den 1950/1960er Jahren eine Jausenstation, die gern von Künstlern aufgesucht wurde, die ihren Urlaub in Altaussee verbrachten. Seit mehr als 30 Jahren verfiel das Anwesen. Mitte der 2010er erwarb es Red-Bull-Gründer Dietrich Mateschitz (1944–2022) und ließ die beiden Gebäude von Grund auf in Holzbauweise neu errichten.

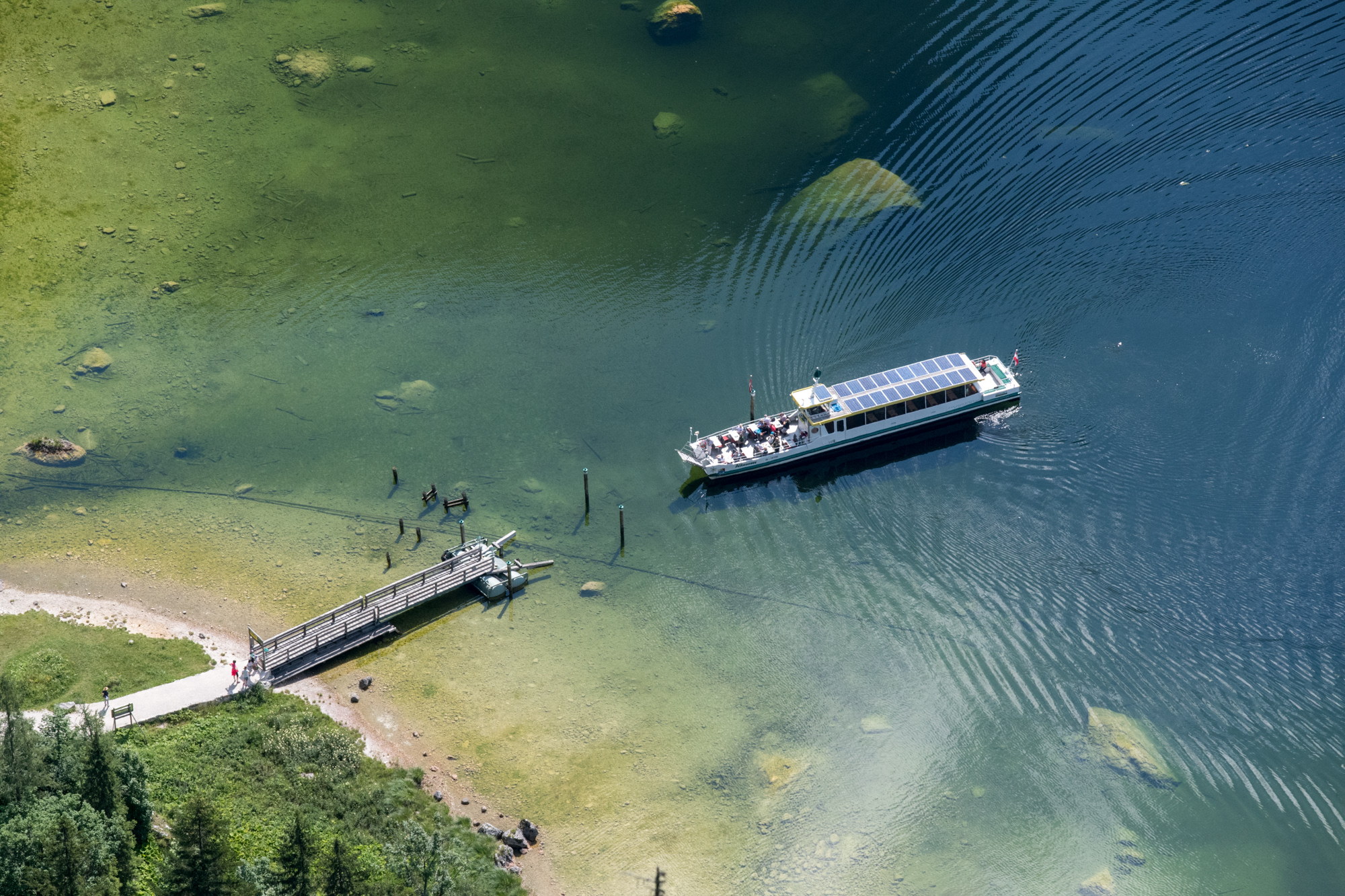
Solarschiff Altaussee vor der Anlegestelle Seewiese (2018)
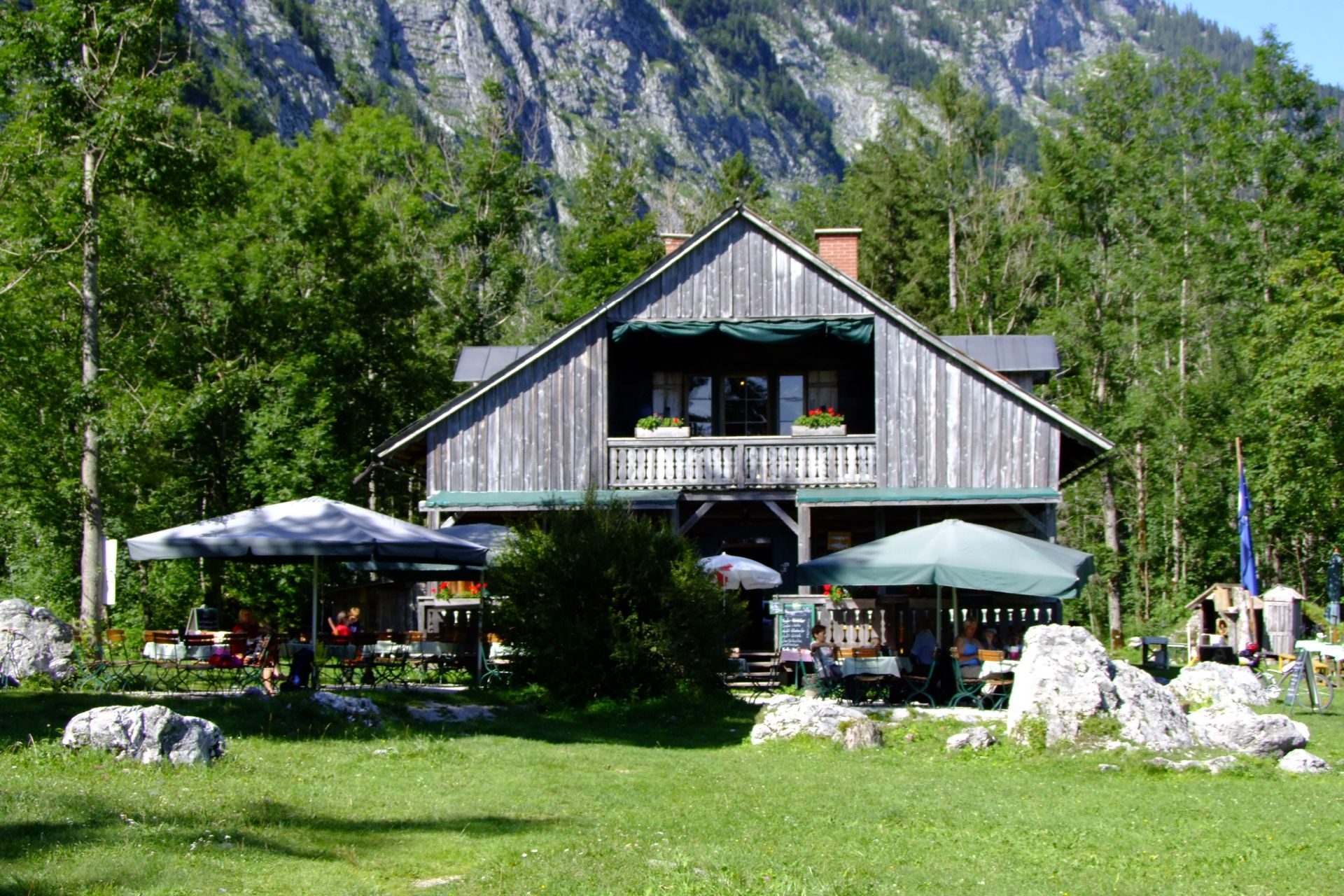
Jagdhaus Seewiese (2012)
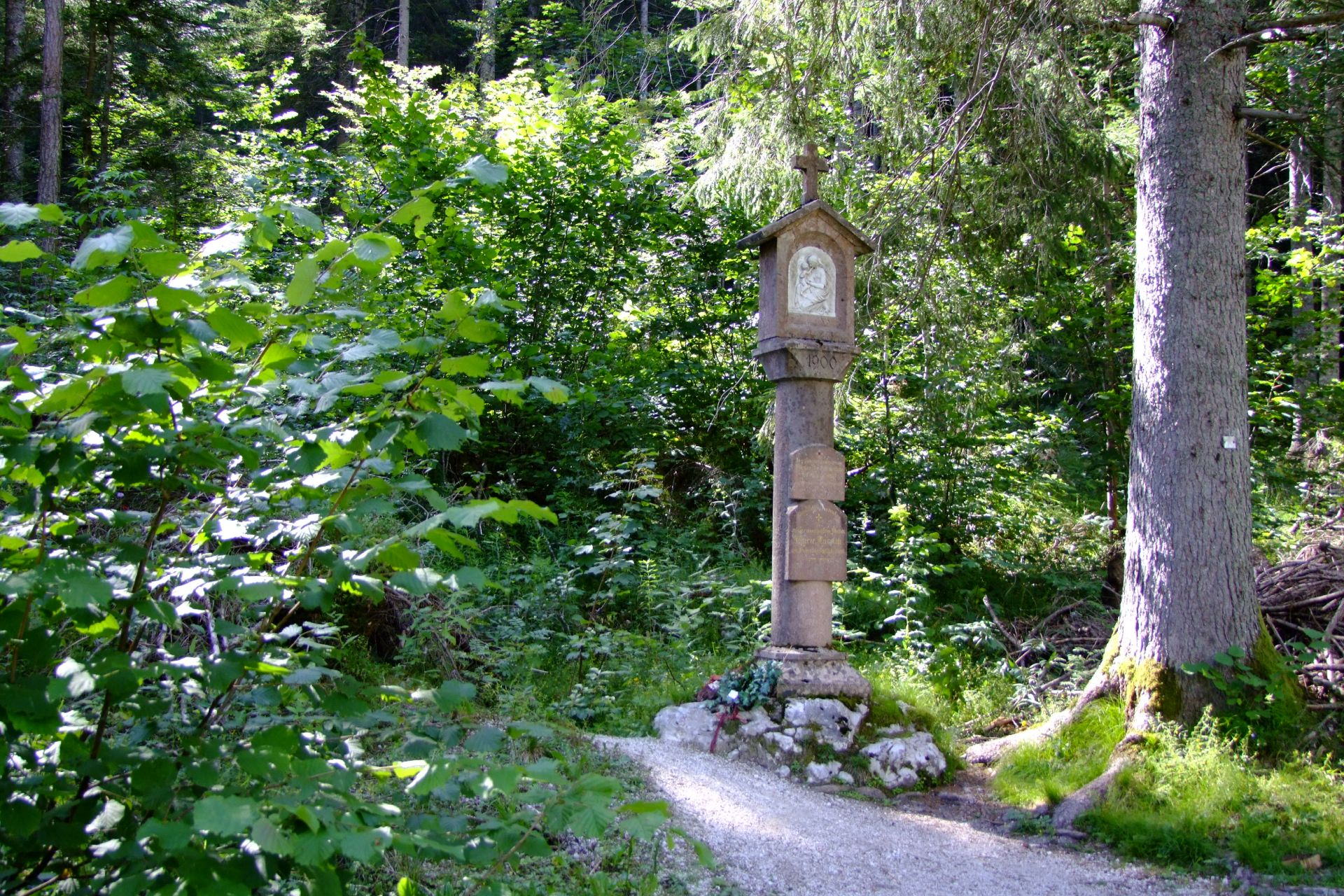
Bildstock Hohenlohe-Schillingsfürst (2012)
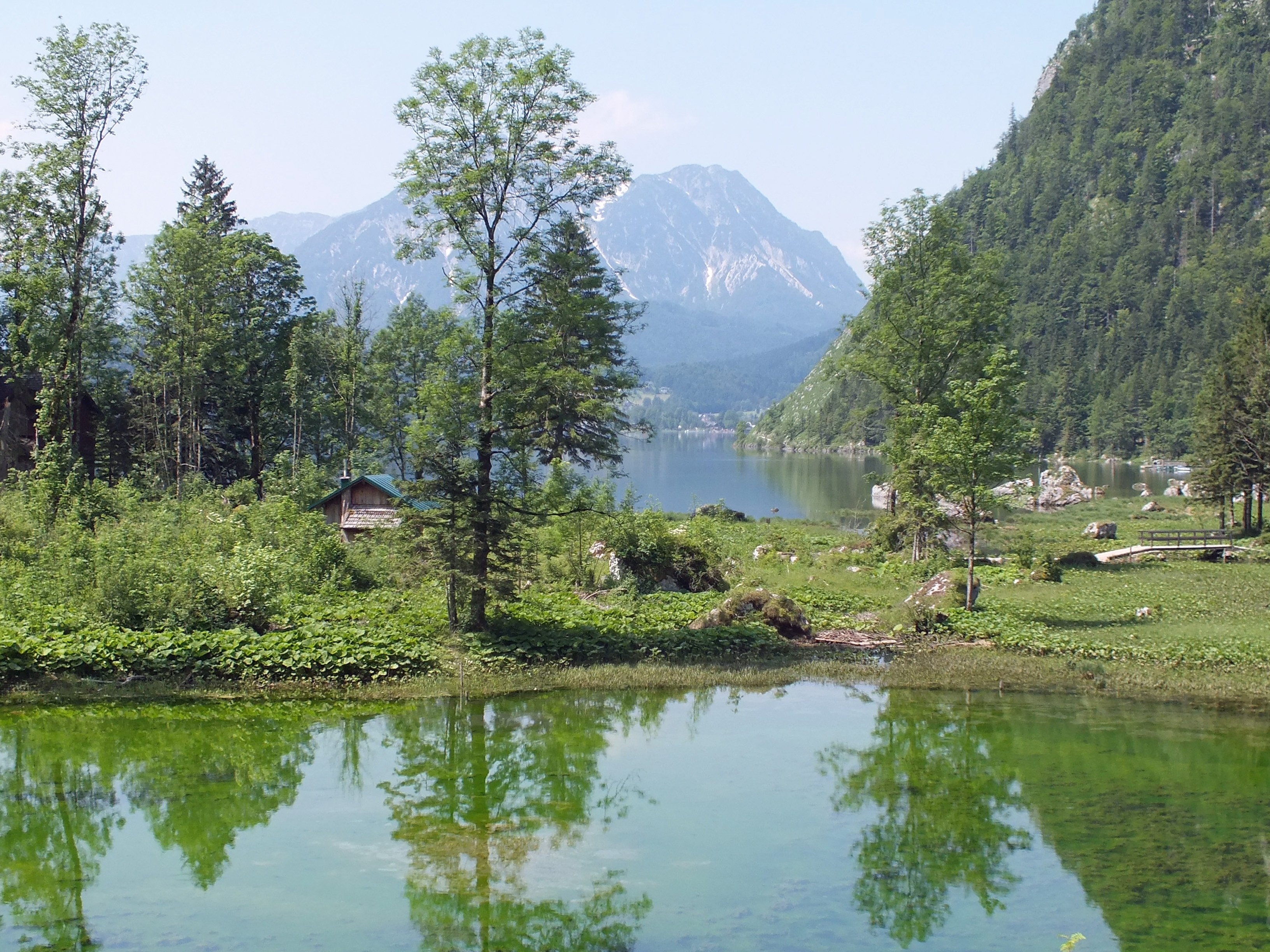
Ostersee, vorn (2012)
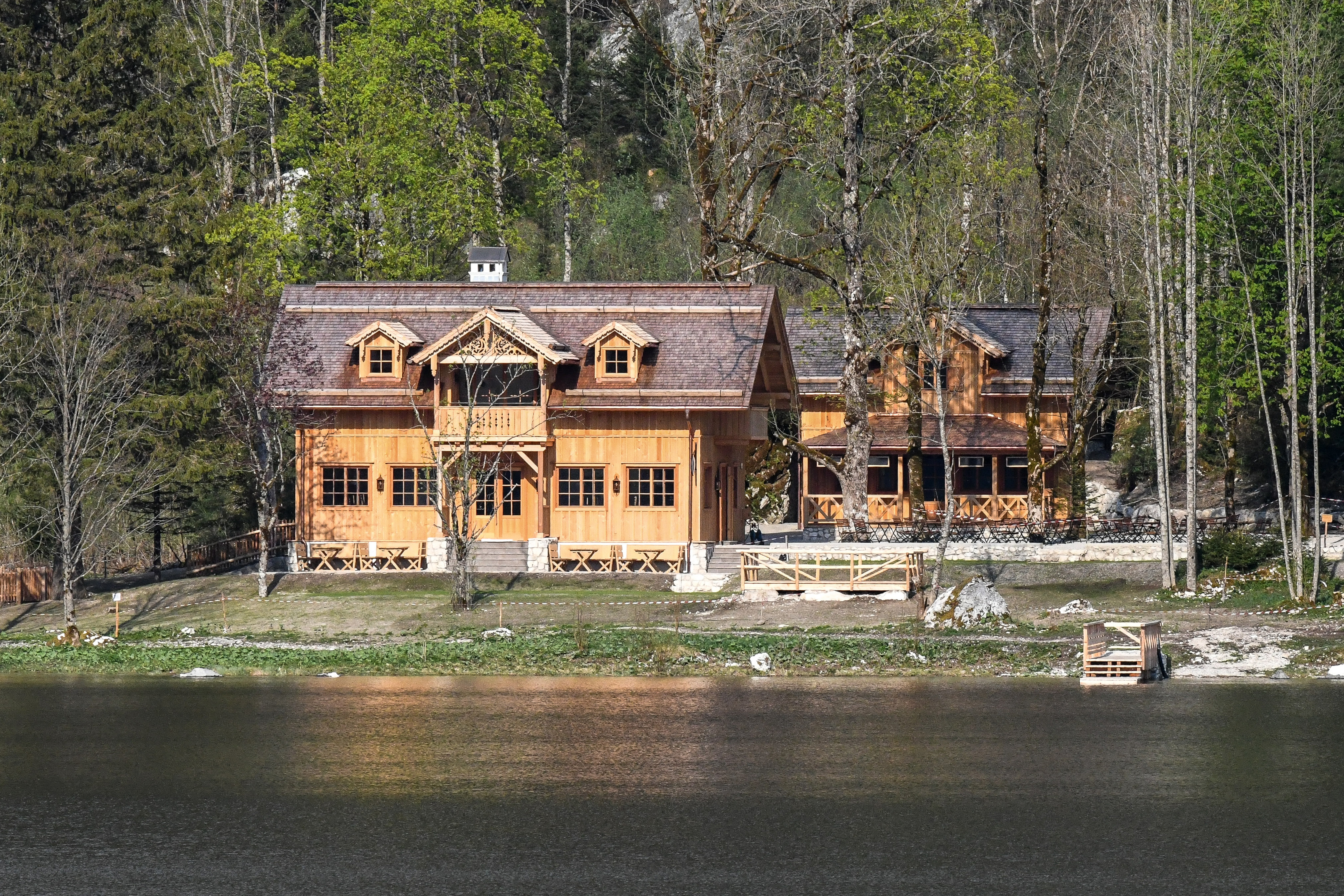
Jausenstation Seewiese (2018)

## Die Seewiese in der Kunst
- 1891 erschien das von Hermann Maerheim (1865–1927) verfasste Buch Die Seewiese. Ein Märchen aus Altaussee.[6] Eine zweite Auflage erschien 2005.[7]
- In den 2000er Jahren wurde unter der Regie von Klaus-Maria Brandauer in mehreren Sommern von Studenten des Max-Reinhardt-Seminars Shakespeares Sommernachtstraum auf der Altausseer Seewiese aufgeführt.[8]
- Im Januar 2015 fanden am Jagdhaus Filmaufnahmen mit Daniel Craig zum James-Bond-Film Spectre statt.[9]